# Nuraghe Armungia

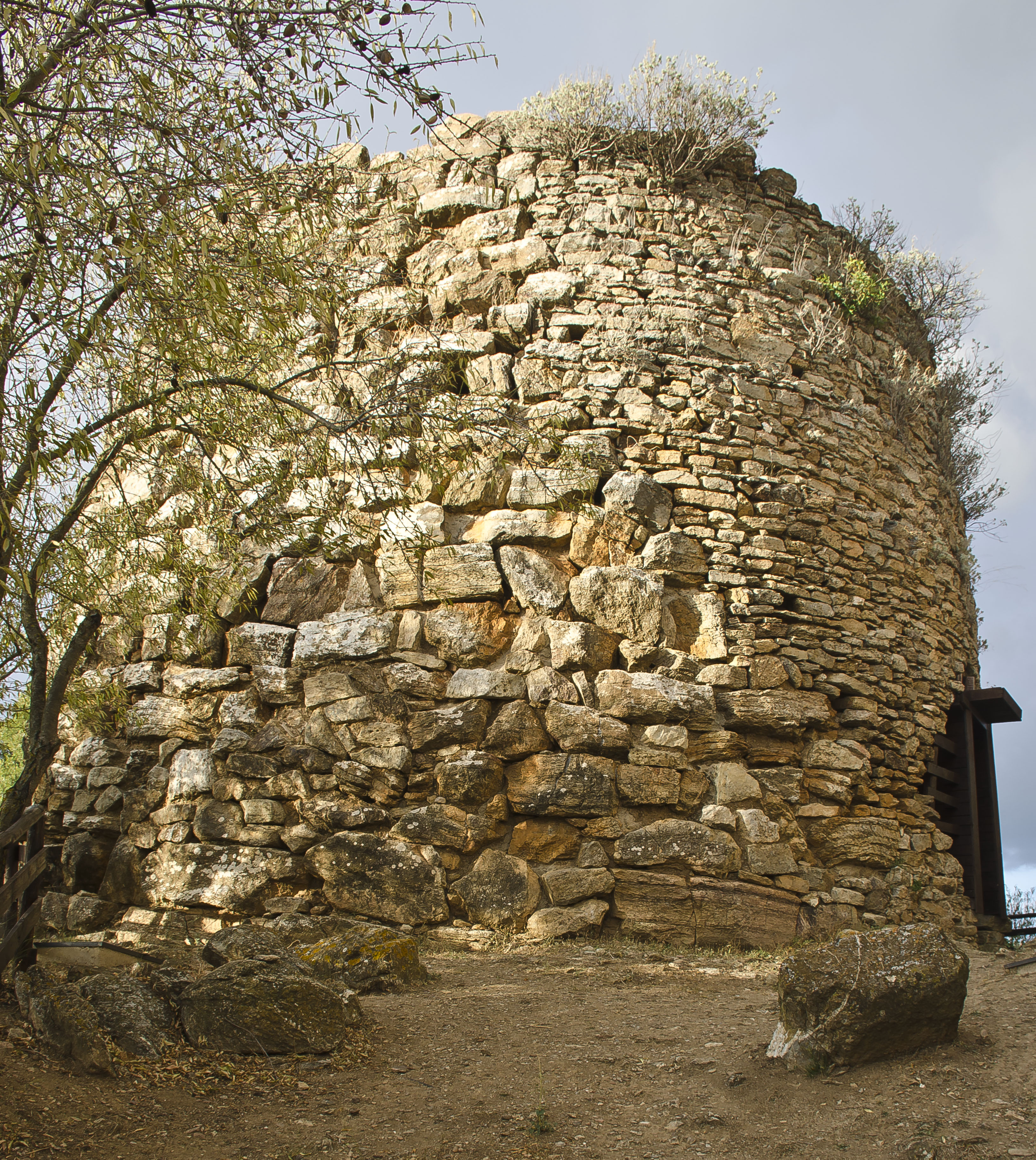
Nuraghe Armungia

Die Nuraghe Armungia ist eine einfache, kegelstumpfförmige Tholos- oder Monoturmnuraghe (italienisch „Monotorre“) von etwa 12,0 m Durchmesser, errichtet aus Reihen bearbeiteter Kalksteinblöcke. Die Nuraghe steht im Nordosten von Armungia (sardisch Armùnja) in der Metropolitanstadt Cagliari auf Sardinien. Nuraghen sind prähistorische Turmbauten der Bonnanaro-Kultur (2200–1600 v. Chr.) und der ihr nachfolgenden Nuraghenkultur (etwa 1600–400 v. Chr.) auf Sardinien.
Die Außenwände sind bis zu einer Höhe von etwa 10,0 m in 22 Reihen erhalten. Der etwa 1,2 m hohe Zugang führt in einen etwa 4,0 m langen, hohen Gang mit Seitennischen, der sich von etwa 1,2 m Breite am Eingang, auf 1,6 m erweitert. Der Gang führt in die zentrale Kammer von etwa 5,4 m Durchmesser. In ihrer Wand liegen seitlich, gegenüber zwei Nischen. Die rechte ist trapezoid. Ihre Breite von 1,9 m nimmt auf 1,4 m ab; die Höhe beträgt 2,95 m. Die linke, gepflasterte Nische, ist elliptisch 1,45 × 1,90 m und 2,75 m hoch und beschirmt eine byzantinische Zisterne (6. bis 7. Jahrhundert n. Chr.). In der Wand neben dem Zugang öffnet sich in etwa 3,0 m Höhe über dem Boden der Zugang zu einer Treppe mit 17 Stufen, die durch eine kleine Fensteröffnung beleuchtet wird. Ihr spitzer Eingang hat eine Breite von 0,95 m und eine Höhe von 2,1 m.
Da keine stratigraphischen Ausgrabungen gemacht wurden, fehlen verlässliche Daten zur Datierung des Denkmals, das in der Bronzezeit entstand.
Außerhalb des Ortes befindet sich die etwas kleinere Nuraghe Scandariu.